# Betrayal at House on the Hill
 (octobre 2020).
Si vous disposez d'ouvrages ou d'articles de référence ou si vous connaissez des sites web de qualité traitant du thème abordé ici, merci de compléter l'article en donnant les références utiles à sa vérifiabilité et en les liant à la section « Notes et références ».
 (octobre 2020).
- Si vous ne connaissez pas le sujet, laissez ce bandeau (vous pouvez alors contacter les auteurs).
- Si vous supprimez le contenu mis en cause (vous pouvez préalablement contacter les auteurs),

argumentez précisément cette suppression dans la page de discussion
(un manque de référence n'est pas un argument ; une recherche réelle de référence doit avoir été effectuée, être formellement documentée).
Betrayal at House on the Hill est un jeu de plateau publié par Avalon Hill en 2004, créé par Bruce Glassco et développé par Rob Daviau, Bill McQuillan, Mike Selinker et Teeuwynn Woodruff. 
Tous les joueurs commencent en tant qu'alliés et ont pour but d'explorer une maison hantée remplie de dangers, de pièges, d'objets et de présages. Au fur et à mesure que les joueurs se rendent dans de nouvelles parties du manoir, les tuiles de la salle sont choisies au hasard (les tuiles sont des carrés cartonnés avec les noms de salles inscrits dessus, par exemple Jardin) et placées sur le plateau de jeu : cela signifie que le jeu est différent à chaque partie. A un moment donné, la « hantise » commence, révélant ainsi la nature de l'histoire mais aussi l'intrigue de celle-ci durant cette partie : un joueur trahit généralement les autres et prend le parti des fantômes, des monstres ou autres ennemis, tandis que les autres joueurs s'associent pour le vaincre.

## Comment jouer?
Betrayal est composé d'un paquet de tuiles de salles (étage supérieur, rez-de-chaussée et sous-sol), de trois jeux de cartes pour les objets, les événements et les présages, de six plaques de personnages différentes et d'un certain nombre de jetons pour représenter les joueurs et divers monstres ou objets. Chaque plaque de personnage possède une face représentant chacune un personnage possible pouvant être joué durant la partie, bien que les deux personnages soient représentés par le même jeton sur le plateau. Les personnages ont quatre attributs : la Force, la Rapidité, le Savoir et la Santé Mentale. Tous les quatre possèdent une graduation qui va évoluer pendant la partie. Cette graduation possède une valeur de départ, que le joueur situera (elle est écrite en vert sur la plaque de personnage). Ce n'est cependant pas un système linéaire : perdre un point de Force, par exemple, ne peut pas modifier la valeur réelle de la  Force mais rapproche toujours un peu plus le joueur de la mort. Le jeu comprend également un set de dés spéciaux qui n'ont que 0, 1 ou 2 points sur chaque côté. 
Le jeu se déroule en deux phases : la phase d'exploration initiale et la phase de hantise. Au début du jeu, chaque joueur sélectionne un personnage et règle les graduations d'attributs aux valeurs de départ (en vert). La «maison» commence avec un rez-de-chaussée, un étage supérieur et un sous-sol placés sur des zones séparées de la table de jeu. Le rez-de-chaussée et les étages supérieurs sont immédiatement reliés par un escalier, tandis que le sous-sol reste déconnecté jusqu'à ce que certaines tuiles, cartes événement ou autres actions permettent un accès à celui-ci. À chaque tour, le joueur peut se déplacer à travers un nombre de pièces équivalent au chiffre représentant sa Rapidité actuelle sur la graduation. Si le joueur franchit une porte où aucune pièce n'a été placée, il pioche une tuile de salle de la pile de tuiles jusqu'à ce qu'il en tire une qui correspond à l'étage où il se trouve (par exemple, si le joueur est au rez-de-chaussée, il devra trouver une tuile rez-de-chaussée dans la pile. Si la tuile du dessus est une tuile avec écrit sous-sol dessus, il devra la mettre en-dessous de la pile de tuiles et regarder si la suivante est une tuile rez-de-chaussée, sinon, il recommence l'opération jusqu'à trouver une tuile rez-de-chaussée). La tuile est placée au mieux pour correspondre à la disposition actuelle des portes des salles adjacentes. S'il y a une icône Événement, Objet ou Présage sur la tuile nouvellement placée, le joueur pioche la carte respective et suit ses instructions. Les cartes Événement exigent souvent que le joueur fasse un jet de dés contre l'un de ses attributs pour éviter de subir des dégâts ou gagner des avantages (par exemple, si la carte demande au joueur de faire un jet de Santé Mentale, le joueur regarde le chiffre sur la graduation. Si c'est un quatre, par exemple, il devra jeter quatre dés). Les cartes Objet fournissent du matériel que le joueur peut utiliser, laisser tomber ou échanger avec d'autres joueurs (Il peut s'agir de divers objets comme des fioles, des armes ou toute autre chose possible). Les cartes Présages fournissent également généralement des objets, mais ont un prix - après avoir pioché une carte Présage, le joueur doit lancer six dés, et si ce résultat est inférieur au nombre de cartes Présage qui ont déjà été tirées, la Hantise commence. Sauf indication contraire, piocher une carte et effectuer cette action met fin au tour du joueur. Sinon, le joueur peut continuer à se déplacer dans d'autres pièces : les icônes représentant les cartes sur les pièces existantes sont ignorées. Certaines tuiles ont des instructions spécifiques qui doivent être suivies lors du déplacement dans la pièce, comme par exemple faire un test de compétences pour sortir de la salle sans subir de dégâts (le test de compétences peut être un test de Force, Rapidité, Savoir ou Santé Mentale et nécessitera un jet de dés dans la compétence requise). 
Une fois qu'un joueur a déclenché la Hantise, des tableaux spéciaux se trouvant dans les livres de règles du jeu sont utilisés pour déterminer quelle Hantise est utilisée en fonction de la pièce et du présage qui ont déclenché celle-ci, mais aussi qui est le « traître ». Sauf en cas d'indication contraire dans le livret de règles, le traître est celui qui a déclenché la Hantise. À ce stade, le joueur qui est le traître quitte la pièce : il lit ses objectifs et règles spécifiques à la Hantise dans un autre livre, tandis que les autres joueurs lisent leurs règles et conditions de victoire dans un deuxième livre et se préparent pour affronter le traître. Les hantises s'inspirent de nombreux stéréotypes sur le thème de l'horreur, tels que les zombies, les cannibales, les dragons, les vampires, les fantômes, etc. Certains objectifs permettent également au traître de convertir d'autres joueurs en traîtres (comme transformer les joueurs en camarades loups-garous). Les objectifs exacts des autres joueurs et du traître diffèrent pour chaque Hantise possible : aucun des deux camps n'est obligé de révéler de nouvelles capacités ou de nouveaux objectifs de victoire, mais ils doivent explicitement indiquer quels mouvements ils font dans le jeu aux autres joueurs.
Une fois que le traître a rejoint les joueurs, le jeu se déroule pareillement à la phase d'exploration, sauf que tous les traîtres jouent après que les autres joueurs se soient déplacés. En plus de l'exploration, les joueurs peuvent désormais attaquer le(s) traître(s) ou toute autre créature qu'il(s) pourrait contrôler, et vice versa. Quand ils subissent des dégâts (physiques ou mentaux), les joueurs diminuent le chiffre associé à leur attribut sur la graduation représentant celui-ci en fonction des résultats du combat. La graduation est située sur leur plaque personnage. La mort survient généralement lorsque l'une des graduations de personnage du joueur se retrouve à la position la plus basse, mais la Hantise peut modifier les règles à ce sujet. Le jeu est terminé lorsque les joueurs ou le(s) traître(s) atteignent leur objectif de victoire. Le jeu propose 50 Hantises possibles, ce qui permet de rejouer facilement.  

## Versions
De nombreux errata pour traiter des règles peu claires ou indéterminées, sont disponibles gratuitement. La première édition n'est plus imprimée, et la deuxième édition a été publiée le 5 octobre 2010. Une version du jeu sur le thème Donjons & Dragons, intitulée Betrayal at Baldur's Gate, a été annoncée le 3 juin 2017 et publiée le 6 octobre 2017.  
Le 17 novembre 2017, une version « Legacy » du jeu, intitulée Betrayal Legacy, a été annoncée pour une sortie à la fin 2018, avec un prologue et une histoire en treize chapitres se déroulant sur plusieurs décennies. Elle a été publiée le 9 novembre 2018.  
Début 2020, Avalon Hill a annoncé qu'une version du jeu sur le thème de Scooby-Doo serait publiée plus tard dans l'année, intitulée Betrayal at Mystery Mansion. Ce jeu sera composé de 25 nouvelles hantises et cinq personnages jouables, notamment Scooby-Doo et sa bande d'enquêteurs de la Mystery Machine : Frederick Fred Jones, Daphne Blake, Vera Dinkley et Norville Sammy Rogers. Il a été publié le 24 juillet 2020.

## Extensions
Le 20 avril 2016, Betrayal at House on the Hill devrait recevoir sa première extension, intitulée Widow's Walk, le 14 octobre 2016. L'extension a ajouté 20 nouvelles tuiles, créant un étage supplémentaire (le toit) pour le jeu, ainsi que 30 nouvelles cartes et 50 nouvelles hantises. L'extension a été créée par Mike Selinker, qui était déjà développeur du jeu original, ainsi que par Elisa Teague et Liz Spain. Plusieurs personnalités notables ont contribué à l'extension, comme l'animateur et écrivain Pendleton Ward et Max Temkin de Cards Against Humanity.  

## Accueil
David M. Ewalt commente la version 2010 : « Un jeu de plateau à thème horrifique différent à chaque fois partie. Les joueurs explorent une maison hantée jusqu'à ce que l'un d'entre eux devienne fou et essaie de tuer ses amis. Des scénarios aléatoires et secrets fournissent des histoires surprenantes avec des règles différentes pour le tueur à chaque partie. C'est très amusant, surtout si vous êtes le traître meurtrier ». Passant en revue la deuxième édition, Michael Harrison de Wired.com a déclaré qu'il avait apprécié le jeu, mais il s'est aperçu qu'il pouvait utiliser certaines règles du jeu pour un effet révolutionnaire.  

### Prix
Betrayal at House on the Hill a remporté le Gamers' Choice Award du meilleur jeu de société en 2004.  